# Internet Society
Internet Society (ISOC) este o organizație internațională, non-guvernamentală, non-profit, independentă, fondată în anul 1992 pentru a promova și coordona dezvoltarea și evoluția Internetului în lumea întreagă.
Internet Society are sedii în Reston, Virginia, Statele Unite, și în Geneva, Elveția. Internet Society are peste 145 de organizații membre și pste 100.000 de membri individuali și organizaționali, din peste 180 de țări, inclusiv România.

## Scurt istoric
Internet Society a fost fondată în 1992 pentru a oferi o structură corporativă pentru organizațiile implicate în dezvoltarea Internetului, cum ar fi IETF. Cert este că IETF și organizații similare au fost și rămân destul de informale din punct de vedere juridic, dar au nevoie de sprijin financiar și de un anumit statut juridic. În aceste scopuri, Internet Society a fost creată.
În 2012, Internet Society a înființat Hall of Fame pentru Internet.

## Consiliu de Administrație
Internet Society este guvernată de un consiliu de administrație. Andrew Sullivan este președintele și directorul executiv. Gonzalo Camarillo este președintele consiliului de administrație.